# Miloud Hamdi
Miloud Hamdi (en arabe : ميلود حمدي), né le 1er juin 1971 à Saint-Étienne, est un entraîneur de football franco-algérien.

## Carrière

### Entraîneur
Il commence sa carrière d'entraîneur avec les catégories de jeunes de l'ES Vitrolles, équipe évoluant dans les divisions amateurs, en juillet 2004. Sa première étape dans le monde de l'entraînement ne dure toutefois que trois mois. Il s'éloigne alors des terrains pendant cinq ans, avant de reprendre ses activités en juin 2009.
Il devient alors entraîneur du GC Consolat, club évoluant en cinquième division française. Hamdi réussit à être promu en quatrième division. Après s'être installé avec l'équipe pendant deux saisons, il est contraint de démissionner en décembre 2011, à la suite d'un début de saison hésitant. 
Après cela, Hamdi décide de partir pour tenter une expérience professionnelle dans le golfe Persique. Il devient alors l'entraîneur des équipes des jeunes de l'Ettifaq FC. Il entreprend la tâche de former les jeunes, avec un travail pour incarner un programme de formation à moyen et long terme. Il devient ensuite entraîneur adjoint de l'équipe première, et l'entraîneur en chef de la réserve. 
Lors de l'été 2015, Miloud Hamdi intègre le staff technique de l'USM Alger, où il officie comme entraîneur adjoint. Il devient ensuite l'entraîneur en chef de cette équipe, à titre provisoire, à la suite du départ de l'allemand Otto Pfister. Il réussit l'exploit avec l'USMA d'atteindre la finale de la Ligue des champions africaine. On commence alors à s'interroger sur cet entraîneur très peu connu qui a réalisé cet exploit historique, avec des doutes sur ses origines. Certains allant même jusqu’à affirmer qu'il est tunisien. Hamdi confirme lors d'une conférence de presse qu'il est bien algérien. Miloud Hamdi refuse de porter la cape du « héros » lors de cette épopée, il souligne qu'il constitue seulement l'un des maillons du groupe, la présence du club en finale étant le résultat d'un travail entre toutes les parties, y compris les managers, les joueurs, les membres du staff technique et même les supporters. Miloud Hamdi est resté comme étant le premier entraîneur de l'histoire à avoir mené l'équipe de l'USMA en finale de la Ligue des champions africaine.
Hamdi conclut sa merveilleuse saison avec l'USMA en l'emmenant au couronnement en championnat d'Algérie, ce qui constitue le 7e titre de champion de l'histoire du club.
Début décembre 2022, il signe, avec la JS Kabylie.
Fin avril 2023, il est remercié, par la direction de la JSK.

## Palmarès

### Entraîneur
USM Alger
- Championnat d'Algérie (1) :
  - Champion : 2015-16.

- Ligue des champions de la CAF :
  - Finaliste : 2015.

Young Africans
- Championnat de Tanzanie(1) :
  - Champion :2024-2025
- Coupe de Tanzanie (1) :
  - Vainqueur : 2025
- Muungano Cup
  - Vainqueur : 2025